# Roberto Herlitzka
Roberto Herlitzka (Turim, 2 de outubro de 1937 – Roma, 31 de julho de 2024) foi um ator italiano que já atuou em 38 filmes desde 1973.

## Biografia
Descendente de tchecos, Roberto foi aluno do diretor italiano Orazio Costa na Accademia d'Arte Drammatica Silvio d'Amico.
Em 2004 ganhou um Nastro d'Argento e um David di Donatello - prêmios do cinema italiano - como melhor ator por sua interpretação de Aldo Moro no filme Buongiorno, notte, o qual lhe renderia ainda o Prêmio Horcynus Orca quatro anos depois.
Recebeu ainda um Prêmio Gassman como melhor ator pelos seus espetáculos teatrais Lasciami Andare Madre e Lighea

## Morte
Herlitzka morreu no dia 31 de julho de 2024, aos 86 anos.

## Teatro
- La vita è sogno di Pedro Calderón de la Barca
- Francesca da Rimini di Gabriele D'Annunzio
- Anatra selvatica di Henrik Ibsen
- La dodicesima notte di Shakespeare
- Tre sorelle di Anton Pavlovič Čechov
- Vita nuova tratto da Dante Alighieri
- Prediche di Savonarola
- Episodi e personaggi del poema dantesco
- Don Giovanni o Il convitato di pietra di Molière
- Candelaio di Giordano Bruno
- Le mutande di Carl Sternheim
- Coriolano di Shakespeare
- Il balcone di Jean Genet
- Come vi piace di Shakespeare
- Sogno di una notte di mezza estate
- Re Lear di Shakespeare
- Otello di Shakespeare
- Il nipote di Rameau di Denis Diderot
- Zio Vanja di Čechov
- Il ventaglio di Carlo Goldoni
- Misura per misura di Shakespeare
- Nathan il saggio di Gotthold Ephraim Lessing
- Broken glass di Arthur Miller
- Lasciami andare madre di Lina Wertmüller
- Edipo a Colono di Sófocles
- Elisabetta II